# Barksdale Air Force Base
Pour les articles homonymes, voir Barksdale.
Barksdale Air Force Base est une base de l'United States Air Force située près de Bossier City en Louisiane.

## Fonction

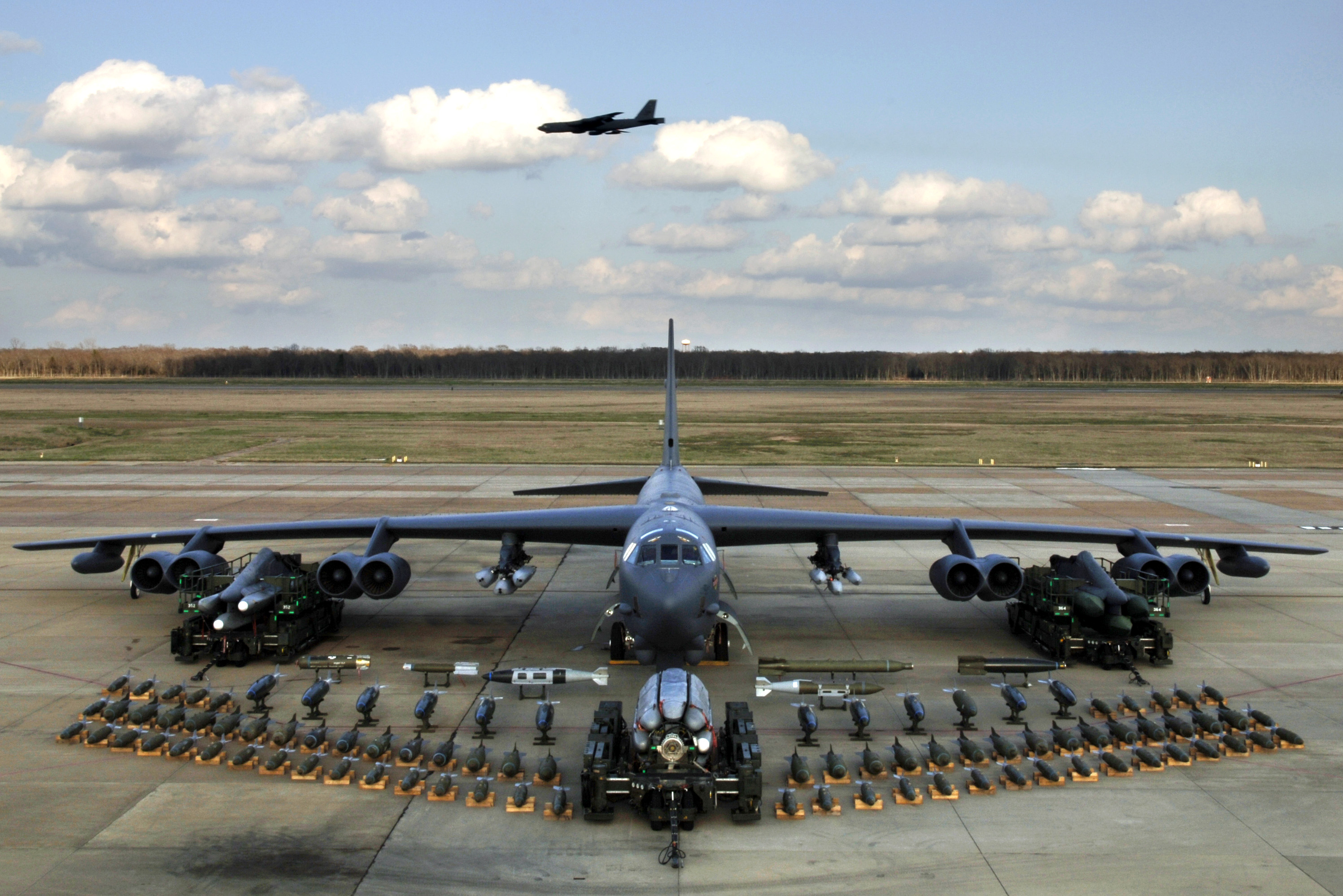
Boeing B-52H exposé avec l'éventail de sa puissance de feu à Barksdale AFB en 2006.

La principale unité basée en 2007 est le 2nd Bomb Wing équipé de bombardiers B-52.
La base abrite également le quartier général de la 8th Air Force, dirigeant principalement les unités de bombardiers stratégiques et de guerre dans le cyberespace, ainsi que celui du Global Strike Command depuis 2009.
Son code AITA est BAD.

## 11 septembre 2001
Le président George W. Bush était en déplacement en Floride le 11 septembre 2001. Moins d'une heure après le premier crash sur l'une des tours du World Trade Center, il repart sur Air Force One de l'aéroport de Sarasota-Bradenton. L'avion va atteindre une altitude de croisière et faire des cercles pendant quarante minutes en attente du choix d'une destination sûre et ira finalement se poser sur la base de Barksdale. Il repartira ensuite vers la base aérienne d'Offutt dans le Nebraska où se trouve le bunker de l'United States Strategic Command, avant de retourner à Washington, D.C.